# Hans Katschthaler

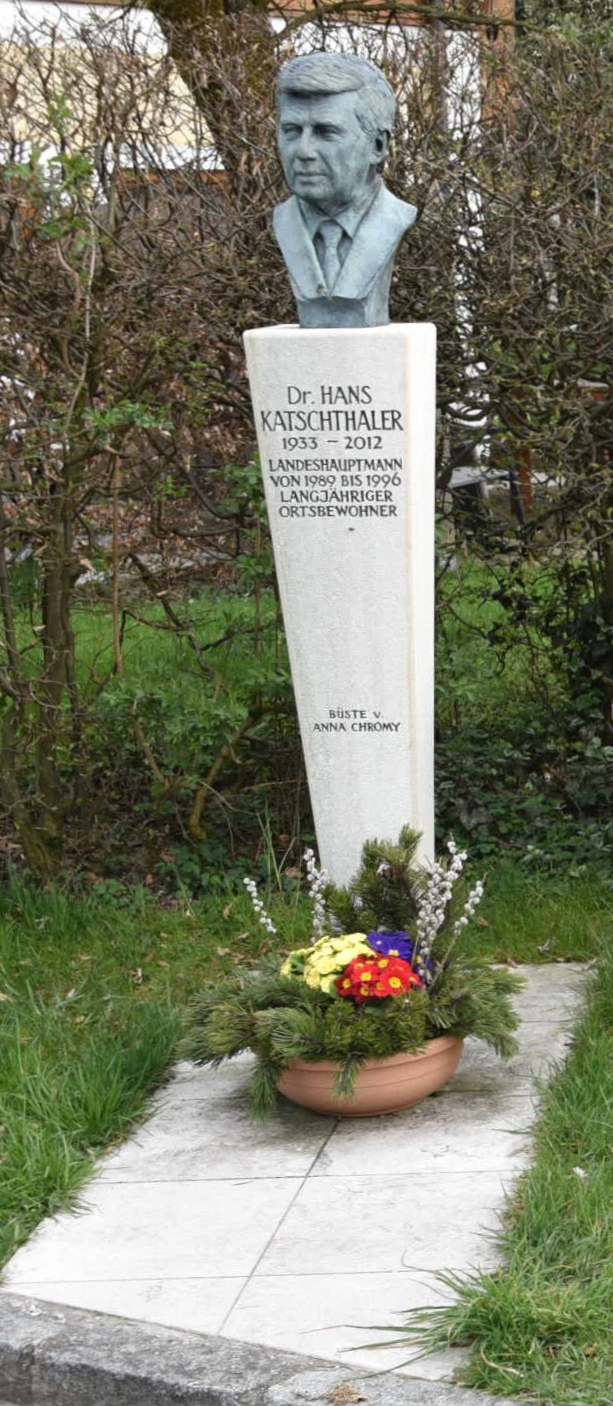
Denkmal in Anif

Hans Katschthaler, eigentlich Johann Rupert Katschthaler (* 13. März 1933 in Embach, Salzburg; † 5. Juli 2012 in Anif) war ein österreichischer Politiker. Er amtierte von 1989 bis 1996 als Landeshauptmann von Salzburg.

## Leben

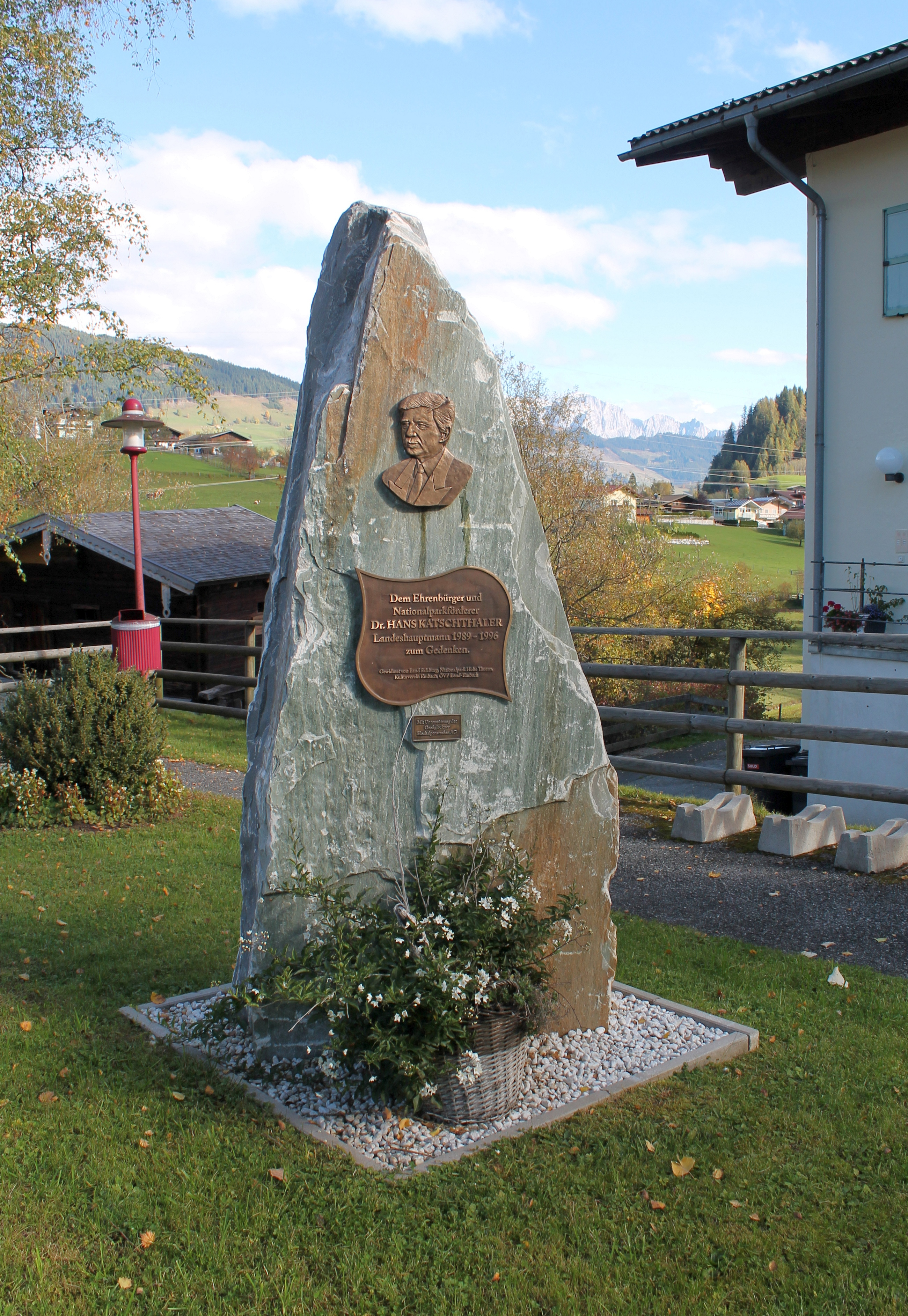
Denkmal in Embach

Nach der Volks- und Hauptschule in Lend besuchte er von 1948 bis 1953 die Bundeslehrerbildungsanstalt in Salzburg und arbeitete 1953/54 als Volksschullehrer in Großarl. Anschließend studierte er bis 1959 in Innsbruck Geschichte, Geografie, Philosophie und Pädagogik. Nach der Promotion 1958 mit der Dissertation Die Steuerreform des Erzbischofs Hieronymus Colloredo an der Universität Innsbruck zum Dr. phil. war er in Saalfelden und später an der Lehrerbildungsanstalt Salzburg tätig.
Vor seiner politischen Karriere in der ÖVP war Hans Katschthaler ab 1967 Professor am Musisch-Pädagogischen Bundesrealgymnasium in Salzburg, zudem lehrte er an der Pädagogischen Akademie des Bundes sowie an der Philosophischen Fakultät der Salzburger Universität. 1973 wurde Katschthaler Direktor des Musisch-Pädagogischen Gymnasiums. Anschließend hatte er von 1974 bis 1977 das Amt des Landesrates für Schul- und Bildungsangelegenheiten inne; 1977 wurde er zum Landeshauptmann-Stellvertreter des damaligen Landeshauptmanns Wilfried Haslauer senior ernannt. Dieses Amt führte er bis 1989 aus. Nach der Niederlage bei den Landtagswahlen 1989 und dem Verlust der absoluten Mehrheit der ÖVP trat Haslauer als Landeshauptmann zurück. Ihm folgte Katschthaler am 3. Mai 1989 als Landeshauptmann sowie in der Funktion als Landesobmann der Salzburger Volkspartei. Am 24. April 1996 übergab er sein Amt an Franz Schausberger (ebenfalls ÖVP).
Katschthaler war Urmitglied der K.Ö.H.V. Alpinia zu Innsbruck sowie Bandphilister der K.Ö.H.V. Rupertina zu Salzburg im ÖCV sowie der K.Ö.St.V. Sighartstein zu Neumarkt und der K.ö.St.V. Almgau Salzburg im MKV. Er wurde am 21. September 1974 in Salzburg in den Ritterorden vom Heiligen Grab zu Jerusalem investiert. Der Bayerische Verdienstorden wurde ihm 1994 verliehen.